# Долно Шимширли
Долно Шимширли (на гръцки: Κάτω Πυξάρι, Като Пиксари, до 1927 година Κάτω Σιμσιρλή, Като Симсирли) е бивше село в Република Гърция, разположено на територията на дем Бук (Паранести), област Източна Македония и Тракия.

## География
Селото е разположено на 260 m надморска височина, източно от Драма по главния път за Ксанти.

## История
В края на XIX век Горно Шимширли е турско село в Драмска кааза на Османската империя. След Междусъюзническата война остава в Гърция.
След Първата световна война населението на Горно Шимширли е изселено в Турция, а в селото са настанени 185 души гърци бежанци. През 1927 година името на селото е сменено на Като Пиксари.
След 1951 година е слято с Горно Шимширли.
| Година    | 1913 | 1920 | 1928 | 1940 | 1951 | 1961 | 1971 | 1981 | 1991 | 2001 | 2011 | 2021 |
| --------- | ---- | ---- | ---- | ---- | ---- | ---- | ---- | ---- | ---- | ---- | ---- | ---- |
| Население | 117  | 135  | 185  | 244  | 121  |      |      |      |      |      |      |      |